# Tillandsia 'Beauty'
Tillandsia 'Beauty' es un cultivar híbrido del género Tillandsia perteneciente a la familia Bromeliaceae.
Es un híbrido creado con las especies Tillandsia fasciculata × desconocida.